# 한글에 의한 음성 기호
한글에 의한 음성 기호는 다음 두 가지가 있다. 두 가지 모두 풀어쓰기를 한다.
- 한글 음성 문자

이현복 교수가 1981년에 만든 음성 기호이다.
- 한글 음성 기호

한글 문화 세계화 본부가 만든 음성 기호이다.

## 같이 보기
- 음성 기호